# Саут-Бетани
Саут-Бетани (англ. South Bethany) — город в округе Сассекс в штате Делавэр США. По данным переписи 2020 года, численность населения составляла 451 человек.

## Население
| 2010 | 2020 |
| ---- | ---- |
| 449  | ↗451 |